# Buda Dipankara

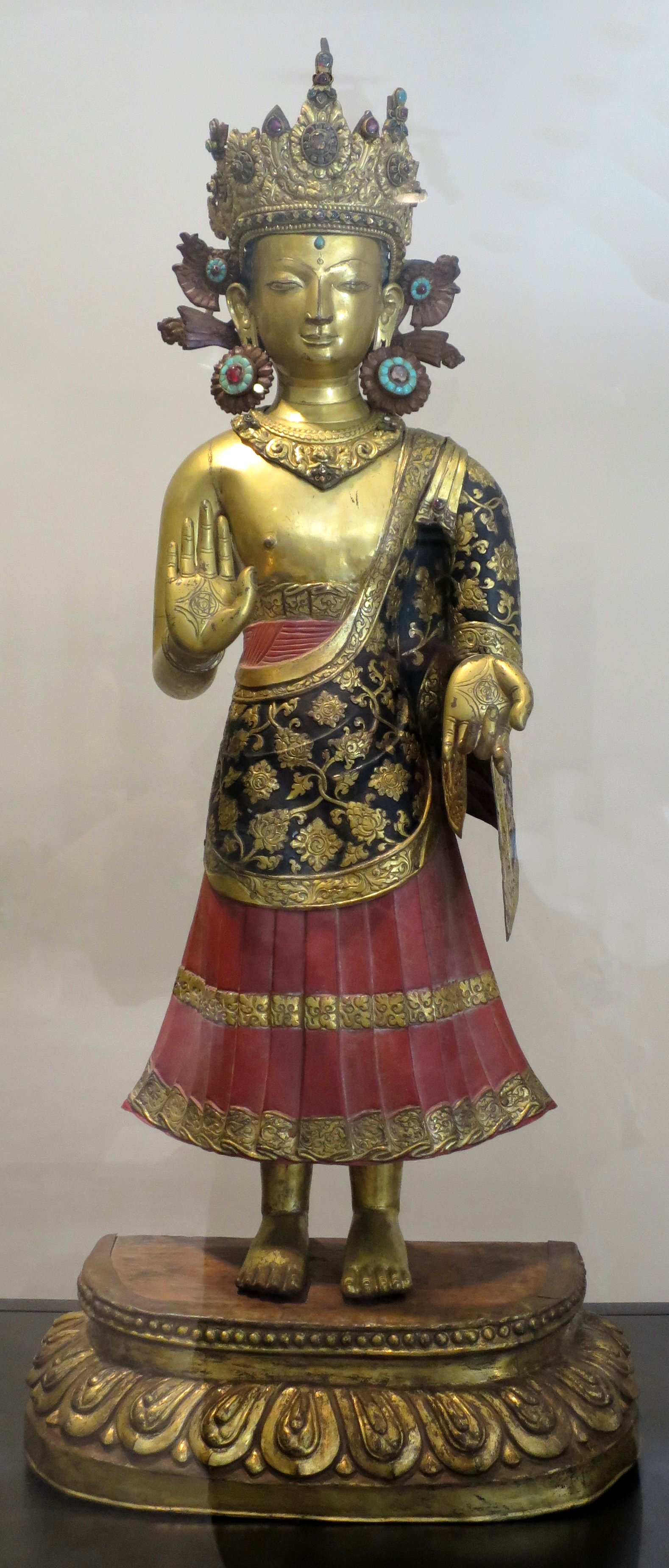
Buda Dipankara

Buda Dipankara foi um dos Budas do passado, do qual se diz ter vivido na terra durante cem mil anos. Teoricamente, o número de Budas que existiram é enorme, e eles são muitas vezes são conhecidos coletivamente sob o nome de "Mil Budas". Cada um foi responsável por um ciclo de vida. De acordo com algumas tradições budistas, Dipankara (também Dipamkara) era um Buda que atingiu iluminação eras anteriores a  Siddharta Gautama, o Buda histórico.
Geralmente, os budistas acreditam que houve uma sucessão de muitos Budas no passado distante e que muitos mais irão aparecer no futuro; Dipankara, então, seria um dos inúmeros Budas anteriores, enquanto Gautama foi o mais recente, e Maitreya será o próximo Buda no futuro.
O Budismo chinês tende a honrar Dipankara como um dos muitos Budas do passado. Dipankara, Gautama (Buda do presente), e Maitreya (Buda do futuro), formam coletivamente os Budas dos Três Tempos.

## Iconografia
Dipankara é geralmente representado como um Buda sentado, mas suas descrições como um Buda em pé são comuns na China, Tailândia e Nepal; com a mão direita, ele geralmente se forma uma mudra proteção (abhaya mudra), e muitas vezes ele faz isso com as duas mãos.
Dipankara raramente é retratado sozinho; um dos Budas de Bamiyan, destruído pelo governo Taliban no Afeganistão em 2001, foi dito que retratava Dipankara. Estátuas de Dipankara também podem ser encontradas em Longmen e Grutas de Yungang na China.
Ele geralmente é representado com dois Bodisatvas, Manjushri e Vajrapani (comum em Java) ou  Avalokiteshvara e Vajrapani (comum no Sri Lanka); ou com os Budas que vêm depois dele, Gautama e Maitreya.

## Predição
Uma história mostrada na arte budista estupa tem Gautama Buda (também conhecido como Shakyamuni) em uma antiga encarnação conhecida como Sumedha, um brâmane rico que virou eremita, que se ajoelhou e colocou seus longos cabelos negros no chão, em um ato de piedade para que o Buda Dipankara pudesse atravessar uma poça de lama sem sujar os pés.

Esta história entre Buda Dipankara e Shakyamuni e, ocorreram muitas vidas antes da eventual iluminação de Sakyamuni. A partir desse ato, Dipankara disse a Sumedha "Em eras futuras você se tornará um Buda chamado 'Shakyamuni'" , ao qual Sumedha respondeu: "Eu vou me tornar um Buda, despertado para a iluminação; você pode pisar com os pés no meu cabelo - no meu nascimento, velhice e morte".
Buda Dipankara então disse: "Livre da existência humana, você vai se tornar um mestre efetivo, para o bem do mundo. Nascido entre os Shakya, como o personificação do Triplo Mundo, a Lâmpada de todos os Seres, você será conhecido como Gautama. Você vai ser o filho do rei Suddhodana e da Rainha Maya. Shariputta e Moggallana serão seus principais discípulos. Seu tutor será chamado de Ananda".
Nos 40 anos ou mais de sua vida após a iluminação, o Buda Shakayamuni disse ter contado quase 554 histórias de vidas passadas, (chamados contos Jataka) de suas existências anteriores. Bodisatva Gautama é citado como dizendo que uma pessoa começa a jornada para se tornar um Buda preenchendo 10 Paramitas ou "perfeições". Algumas fontes e escrituras contam que Buda Shakayamuni nasceu no tempo da Buda Dipankara, e era rico e deu toda a sua riqueza para se tornar um monge. Diz-se que Bodisatva Gautama recebeu sua primeira Niyatha Vivarana, (ou prospectiva definida por um Buda) de Buda Dipankara. Este encontro, entre muitas outras previsões de futuro da iluminação de Buda Shakyamuni, pode ser encontrado em um texto Mahayana chamado Sanghata Sutra.

## Veneração
Por volta do século XVII, Dipankara se tornou uma figura de veneração nas comunidades budistas do Nepal. Estes seguidores o consideram protetor dos comerciantes e associaram ele com a caridade.
Também é considerada protetor dos marinheiros, e algumas estátuas de  Dipankara podem ser encontrados ao longo da costa para orientar e proteger os navios em marcha.